# TorSen

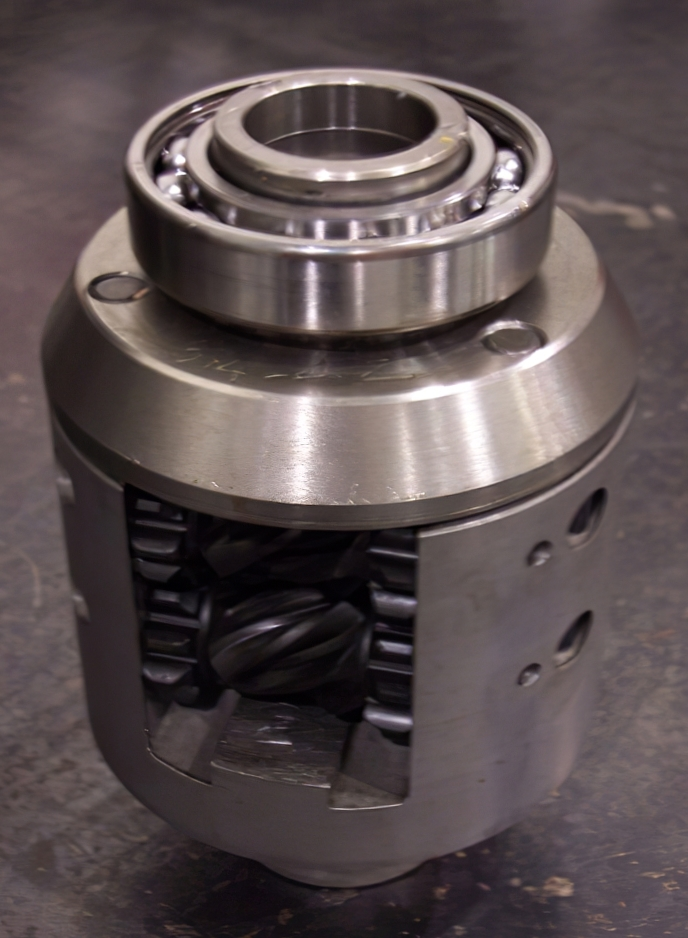
Dyferencjał Torsen z samochodu Audi quattro

Torsen - samoblokujący się mechanizm różnicowy, szczególna odmiana szpery montowana w samochodach dla optymalnego rozdzielenia momentu obrotowego pomiędzy oś przednią i tylną lub między koła jednej osi. Nazwa TORSEN pochodzi od angielskich słów TORque - moment i SENsing - wyczucie.

## Historia
Pierwszy taki mechanizm składał się z dwóch przekładni ślimakowych, które połączone są ze sobą za pośrednictwem walcowych kół zębatych o osiach wichrowatych. Został on opatentowany w USA przez Alexandra T. Browna 4 czerwca 1918 roku. W 1958 Vern Gleasman opatentował Torsen Type 1, a w 1982 patent odkupiła firma Gleason Corporation. Od 2003 r. właścicielem jest firma Toyoda Machine Works, oddział Toyota Motor Company.

## Rodzaje i właściwości
Obecnie istnieją 3 zasadnicze typy tego mechanizmu:
Typ 1 - przekładnia planetarna typu "INVEX" (śrubowa o zębach kołowo-łukowych)
Typ 2 - przekładnia planetarna typu "EQUVEX" (walcowa o zębach śrubowych)
podtyp T2R - jako wersja sportowa
Typ 3 - przekładnia planetarna (walcowa o zębach śrubowych z uzębieniem wewnętrznym)
Mechanizm T1 i T2 w warunkach normalnej przyczepności dzielą moment obrotowy po równo pomiędzy osie. Mają zatem zastosowanie jako centralne jak i osiowe mechanizmy różnicowe. T3 ze względu na swą konstrukcję pozwala na przekazywanie momentu między osiami w warunkach normalnej przyczepności w proporcji innej niż 50:50. Został stworzony specjalnie z myślą o pojazdach AWD, wymagających innego niż 50:50 podziału momentu, jako mechanizm centralny. Przykładowo w AUDI RS4 zastosowano podział 40:60.
W przypadku utraty przyczepności jednej z osi (lub koła) mechanizm Torsen na drugą oś może przekazać odpowiednio większy moment. O tym, o ile większy będzie ten moment, decydują cechy ustalone już na etapie konstrukcji i produkcji konkretnego mechanizmu. Charakterystyczną wielkością dla mechanizmów Torsen jest współczynnik TBR (Torque Bias Ratio). Współczynnik ten obrazuje proporcję momentu, jaki mechanizm jest w stanie przekazać na oś o większej przyczepności w stosunku do osi drugiej, np.: TBR 4:1 oznacza, że na oś o większej przyczepności może trafić 4 razy więcej momentu. Współczynnik ten dla różnych typów może wynosić:
dla T1 - od 2,5:1 do 6:1 i więcej
dla T2 - od 1,2:1 do 3:1
W sportowej wersji T2R zastosowano dodatkowo napięcie wstępne dociskające do siebie elementy cierne. Zabieg ten pozwala na doprowadzenie części momentu na oś, nawet gdy na drugiej jest on równy zero. Mówiąc obrazowo T2R z podniesionym jednym kołem zachowa się jak szpera cierna. 
Dla T3 jest podawany współczynnik blokowania który może wynosić od 20% do 30%, a zakres nominalnego podziału momentu (tzn. w warunkach dobrej przyczepności) od 65:35 do 35:65. 
W każdym z typów Torsena zmiana rozdziału momentu odbywa się błyskawicznie w sposób płynny bez udziału kierowcy ani żadnych systemów elektronicznych. Dzięki temu, że jego działanie jest czysto mechaniczne, jest rozwiązaniem bardzo skutecznym i bardzo trwałym.

## Zasada działania
Szpera ta posiada elementy cierne, które dodatkowo przenoszą moment obrotowy w przypadku wystąpienia uślizgu jednej z osi, ale ich docisk jest realizowany poprzez siły osiowe pojawiające się podczas współpracy kół zębatych planetarnych z kołami centralnymi. Siły osiowe powstają tam dzięki zastosowaniu zębów śrubowych. Siły te są zależne od kąta linii zębów i można je ustalić podczas projektowania. Oprócz siły docisku na współczynnik TBR ma wpływ współczynnik tarcia elementów ciernych zastosowanych w mechanizmie. Zmieniając wartości siły docisku i współczynnika tarcia można tworzyć mechanizmy o odpowiednim do potrzeb współczynniku TBR.
Pierwowzór mechanizmu typu Torsen z dwoma ślimakami połączonymi kołami walcowymi i współpracującymi z dwoma kołami ślimakowymi nie posiadał dodatkowych elementów ciernych, a opór wewnętrzny powstawał w samej przekładni poprzez jej specyfikę. Przekładnia ślimakowa ma znacznie niższą sprawność od innych przekładni zębatych i ta jej własność powodowała spory wewnętrzny opór pierwotnego Torsena.

## Przykłady zastosowania
Mechanizmy tego typu znalazły zastosowanie m.in. w samochodach marki: Alfa Romeo, Audi (system quattro), Mitsubishi (system S-AWD), VW (system 4motion, tylko w przypadku silnika umieszczonego wzdłużnie np. Passat B2 i B5, Touareg), Mazda (MazdaSpeed/ Mazda MPS), Hummer oraz wielu innych.